# Aníbal (capitán)
Aníbal (m. 238 a. C.) fue un capitán, segundo al mando de Amílcar Barca durante la guerra de los Mercenarios. Polibio lo menciona durante el sitio de Túnez, donde es capturado y crucificado tras un ataque a su campamento efectuado por el libio Matón.